# Gioco di ruolo (film)
Gioco di ruolo (Role Play) è un film del 2024 diretto da Thomas Vincent.
La pellicola è una commedia d'azione sceneggiata da Seth Owen, prodotta da Kaley Cuoco e Andrea Rona.

## Trama
Emma Brackett è un'assassina professionista indipendente che, nella vita di tutti i giorni, è sposata con Dave ed ha due figli. Il marito, all'oscuro dell'attività della moglie che crede una manager spesso in trasferta per lavoro,  per ravvivare il loro matrimonio organizza un gioco di ruolo in un albergo di New York, fingendo di essere due sconosciuti che si incontrano casualmente. Emma, mentre attende Dave, in ritardo per il traffico, viene avvicinata al bar dell'albergo da un uomo, Bob, che le fa delle avance. Arrivato finalmente Dave i due si sganciano dall'uomo e vanno nella loro camera ma Dave si addormenta per la stanchezza, così Emma ne approfitta per raggiungere Bob. Egli le rivela di sapere chi è lei e la ricatta dicendole che è ricercata dall'associazione di killer da cui si è sganciata. Emma tuttavia, avendo intuito chi fosse Bob, lo uccide dopo avergli rivelato di aver messo del veleno nel suo cocktail al bar. Torna quindi dall'ignaro marito e concludono così insieme la serata.
Il giorno dopo, la notizia dell'omicidio misterioso di Bob è su tutti i telegiornali e Dave capisce che la polizia potrebbe interrogarli in quanto si vedono in un filmato assieme a lui. Emma, conscia del pericolo che corre lei e la sua famiglia, finge un nuovo viaggio di lavoro e fugge a Berlino dall'uomo che provvede a mascherare le sue attività. Nel frattempo Dave viene interrogato dalla polizia e gli viene rivelata la vera identità della moglie, rimanendone scettico. Tornato a casa, tuttavia, trova un baule con tutta l'attrezzatura di Emma e si convince che quella è la verità. Nel frattempo Emma sfugge agli assassini che sono sulle sue tracce ma il suo contatto muore. In quel mentre suona il cellulare del contatto ed Emma, rispondendo, riconosce Dave, che ha trovato il numero nel baule insieme ad altri. Lui decide di raggiungerla a Berlino nonostante lei cerchi di dissuaderlo per non metterlo in pericolo. Qui i due si incontrano in un bar dove lei gli racconta tutta la sua storia, ma vengono scovati e narcotizzati dai killer dell'associazione.
Emma si risveglia in compagnia di Gwen Carver, la donna che a suo tempo era stata la sua istruttrice prima che lei decidesse di abbandonarla per mettersi in proprio che le rivela di aver prelevato anche i suoi figli, i quali tuttavia stanno bene e ignorano tutta la situazione. Gwen vuole che Emma torni nella sua organizzazione ma prima deve uccidere Dave e chiudere i conti con quella vita. Emma decide di assecondarla e finge di uccidere Dave ferendolo solo di striscio, dopodiché inizia a dare la caccia ai suoi aguzzini, uccidendoli tutti, compresa Gwen, mentre Dave recupera i bambini senza far vedere la sua ferita e anzi cercando di minimizzare quanto sta accadendo.
Alla fine la famiglia riunita fugge con un'auto dalla tenuta, progettando di rifarsi una vita cambiando nome e lasciandosi alle spalle tutta la vicenda.

## Produzione
Nel luglio 2020, StudioCanal e The Picture Company hanno annunciato l'acquisizione di "Role Play", in italiano "Gioco di Ruolo", uno script thriller speculativo scritto da Seth Owen, basato su un'idea originale di George Heller, da produrre sotto la guida di Alex Heineman e Andrew Rona.
Nel luglio 2021, è stato annunciato che Kaley Cuoco era in trattative per recitare nel film e partecipare alla produzione insieme a Alex Heinema e Andrew Rona.
Nell'ottobre 2021, Thomas Vincent è stato confermato come regista del film, con Cuoco come attrice e produttrice, operando attraverso la sua etichetta Yes, Norman Productions.
Nel giugno 2022, David Oyelowo è stato scelto come marito del personaggio di Cuoco, mentre Billy Bob Thornton è stato originariamente selezionato come "straniero misterioso che incontra la coppia". Tuttavia, Thornton è stato successivamente sostituito da Bill Nighy, a causa di conflitti di programmazione. Connie Nielsen è stata anche aggiunta al cast.
Le riprese principali sono iniziate nel luglio 2022 presso lo Studio Babelsberg a Berlino, in Germania.

## Promozione
Il primo trailer del film è stato diffuso il 15 novembre 2023.

## Distribuzione
Nel giugno 2022, è stato riferito che Amazon Prime Video era in trattative finali per distribuire il film negli Stati Uniti e in diversi territori internazionali. La vendita fu confermata quello stesso mese.
Gioco di ruolo è stato rilasciato dalla piattaforma il 12 gennaio 2024.